# Български глас (1876 – 1877)
Вижте пояснителната страница за други значения на Български глас.
„Български глас“ с подзаглавие Вестник политически и книжевни е български революционен вестник, издаван от 17 април 1876 до 27 август 1877 г. в Болград, Румъния.
От вестника излизат 63 броя. Финансиран е от Михаил Мумджиев.
Редактор на вестника е Киро Тулешков, като отговорен редактор участва също И. Иванов. Вестникът е близък до Благотворителното общество и е на античорбаджийски позиции. Защитава Любен Каравелов, под чието влияние е редакцията му. Вестникът отразява Априлското въстание, действията на Ботевата чета и Сръбско-турската война.